# Malaysia International 2003
Die Malaysia International 2003 im Badminton fanden vom 19. bis zum 23. November 2003 in Kedah statt.

## Die Sieger und Platzierten
| Disziplin    | Gold                        | Silber                               | Bronze                                            |
| ------------ | --------------------------- | ------------------------------------ | ------------------------------------------------- |
| Herreneinzel | Lee Chong Wei               | Kuan Beng Hong                       | Lee Yen Hui Kendrick                              |
| Herreneinzel | Lee Chong Wei               | Kuan Beng Hong                       | Jang Young-soo                                    |
| Dameneinzel  | Li Wenyan                   | Yuan Ting                            | Kanako Yonekura                                   |
| Dameneinzel  | Li Wenyan                   | Yuan Ting                            | Yu Hirayama                                       |
| Herrendoppel | Koo Kien Keat Gan Teik Chai | Hong Chieng Hun Lin Woon Fui         | Jeon Jun-bum Yoo Yeon-seong                       |
| Herrendoppel | Koo Kien Keat Gan Teik Chai | Hong Chieng Hun Lin Woon Fui         | Hendra Gunawan Joko Riyadi                        |
| Damendoppel  | Aki Akao Tomomi Matsuda     | Pan Pan Wang Xin                     | Heni Budiman Greysia Polii                        |
| Damendoppel  | Aki Akao Tomomi Matsuda     | Pan Pan Wang Xin                     | Duanganong Aroonkesorn Kunchala Voravichitchaikul |
| Mixed        | Gan Teik Chai Fong Chew Yen | Titon Gustaman Lelyana Daisy Chandra | Devin Lahardi Fitriawan Tetty Yunita              |
| Mixed        | Gan Teik Chai Fong Chew Yen | Titon Gustaman Lelyana Daisy Chandra | Songphon Anugritayawon Duanganong Aroonkesorn     |